# Get buck
Get buck est le second single du rappeur américain Young Buck présent sur l'album Buck the World sorti le 13 février 2007. Le titre est composé par Polow da Don. Il est le seul titre à avoir atteint une place dans le Billboard Hot 100 (équivalent américain du hit-parade français), atteignant la 87e position.
Le clip présente des caméos de plusieurs rappeurs dont Lloyd Banks, Tony Yayo, Rich Boy, e-40, Lil' Scrappy, Young Jeezy.